# خندان‌ماهی‌خورک
خندان‌ماهی‌خورک‌ها یا کوکابورا (نام علمی: Dacelo) سرده‌ای از پرندگان خشکی‌زی و گوشتخوار از راسته سبزقباسانان از خانواده ماهی‌خورک‌ها است. چهار گونه از این پرنده شناسایی شده است که زیستگاه بومی آن‌ها استرالیا و گینه نو است. نام این پرنده از یکی از زبان‌های بومیان استرالیا برداشت شده و برگرفته از صدای این پرنده است که شباهت زیادی به خنده و قهقهه انسان دارد. گونه کوکابورای خندان (Dacelo novaeguineae) خنده‌ای هیجان‌زده دارد و گونه کوکابورای بال‌آبی (Dacelo leachii) قهقهه‌ای دیوانه‌وار می‌زند. وقتی این پرنده می‌خندد، در واقع به دیگر جانوران در مورد ورود به قلمروش هشدار می‌دهد.
بر طبق افسانه‌های بومیان استرالیا وقتی این پرنده‌ها صدای خنده سر می‌دهند، از موجودات آسمانی می‌خواهند که آتشی بیفروزند تا زمین را گرم و روشن کند و روز آغاز شود.
این پرندگان رنگ‌های متفاوت آبی، قهوه‌ای و سفید دارند. پشت چشمشان یک تکهٔ قهوه‌ای پررنگ و روی بالشان نقره‌ای‌رنگ است. آنها تا ۴۳ سانتی‌متر طول دارند، در هر نوبت بین ۲ تا ۴ تخم سفیدرنگ می‌گذارند و عمرشان بالای ۲۵ سال است.
کوکابورا پرنده‌ای منحصراً گوشتخوار است و از موش، خزندگان کوچک، پرندگان کوچک، حشرات و قورباغه تغذیه می‌کنند. شکار ماهی قرمز در حوض‌های باغ‌ها نیز از آن‌ها مشاهده شده است. کوکابوراها پاهای ضعیف ولی گردن بسیار قوی دارند که در شکار به آنها کمک می‌کند.

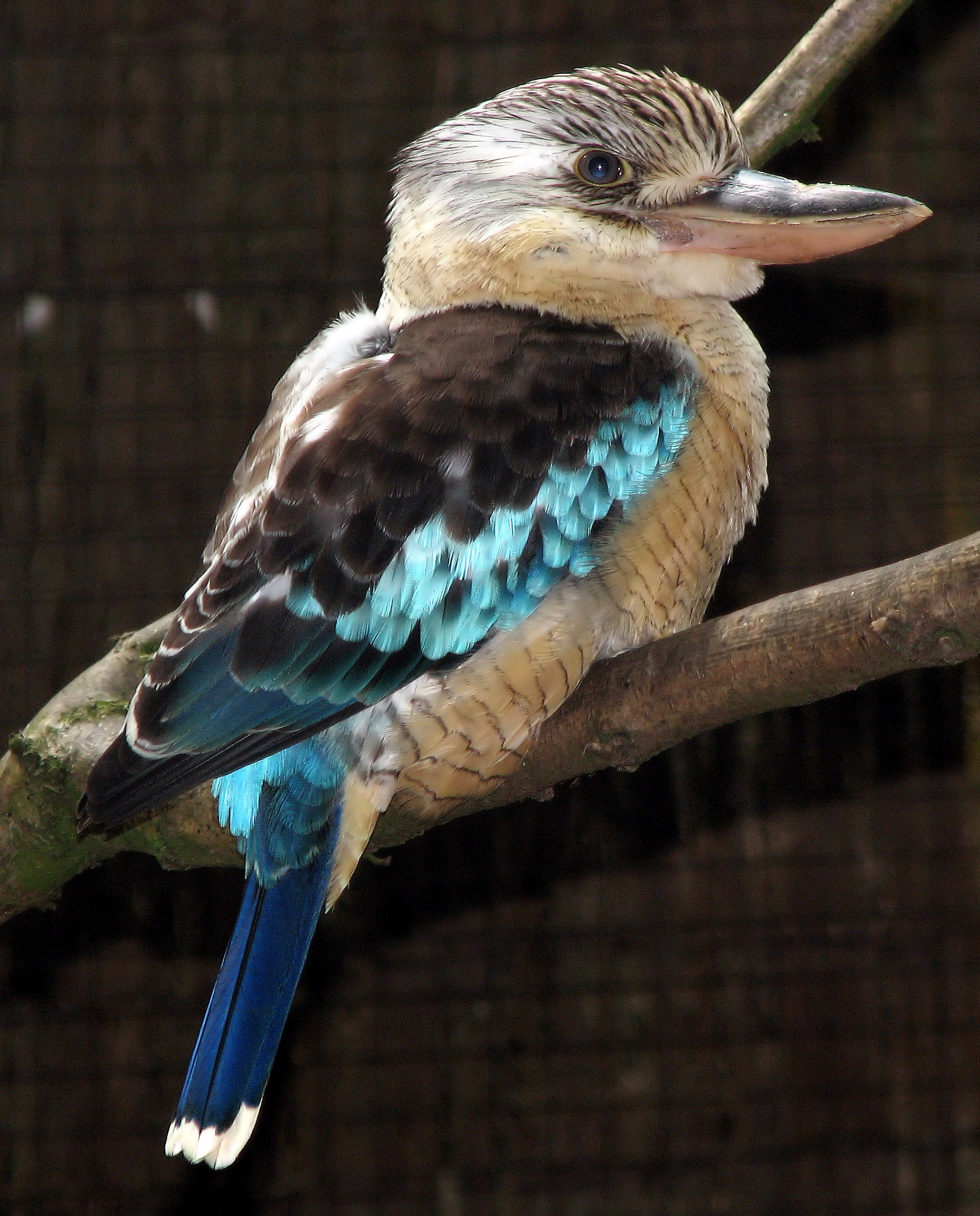
کوکابورای بال‌آبی نر